# Groslândia
Groslândia é um distrito do município brasileiro de Lucas do Rio Verde, no interior do estado de Mato Grosso. De acordo com o Instituto Brasileiro de Geografia e Estatística (IBGE), sua população no ano de 2010 era de 451 habitantes, sendo 291 homens e 160 mulheres, possuindo um total de 151 domicílios particulares. Foi criado pela lei municipal nº 371, de 8 de agosto de 1995.